# Mavoor
Mavoor là một thị trấn thống kê (census town) của quận Kozhikode thuộc bang Kerala, Ấn Độ.

## Nhân khẩu
Theo điều tra dân số năm 2001 của Ấn Độ, Mavoor có dân số 27.843 người. Phái nam chiếm 50% tổng số dân và phái nữ chiếm 50%. Mavoor có tỷ lệ 82% biết đọc biết viết, cao hơn tỷ lệ trung bình toàn quốc là 59,5%: tỷ lệ cho phái nam là 85%, và tỷ lệ cho phái nữ là 79%. Tại Mavoor, 13% dân số nhỏ hơn 6 tuổi.